# Богданович (місто)
Богдано́вич (рос. Богданович) — місто, центр Богдановицького міського округу Свердловської області.

## Географія
Місто розташоване на річці Кунарі (права притока Пишми, басейн Тури), на Західно-Сибірській рівнині, за 99 км на схід від Єкатеринбургу.

## Історія
У 1864—1865 роках у Пермській губернії був неврожай. 15 січня 1866 міністр внутрішніх справ Росії П. А. Валуєв дав письмовий припис чиновнику особливих доручень при міністрі полковнику Євгену Богдановичу вирішити питання з потребою в продовольстві. 23 березня 1866 з Єкатеринбургу телеграмою Євген Васильович доповів, що вирішення проблеми можливе за допомогою побудови залізниці з внутрішніх губерній в Єкатеринбург і далі до Тюмені. У квітні 1868 року Богданович отримав дозвіл від царя на експедицію в ці райони.
1885 року газета «Єкатеринбурзький тиждень» написала про відкриття залізниці. Клопоти пана Богдановича увінчалися тим, що засновану того ж року вузлову станцію Оверін Уральської залізниці назвали на його честь.

## Населення
Населення — 30670 осіб (2010, 32856 у 2002).

## Відомі особистості
В поселенні народився:
- Теліцин Вадим Леонідович (* 1966) — російський історик.